# Nao Hibinová
Nao Hibinová (japonsky 日比野 菜緒, Hibino Nao, * 28. listopadu 1994 Ičinomija, Japonsko) je japonská profesionální tenistka, hrající pravou rukou. Ve své dosavadní kariéře vyhrála na okruhu WTA Tour tři turnaje ve dvouhře a tři ve čtyřhře, včetně „doublů“ z hirošimského Japan Women's Open 2019 a pražského Livesport Prague Open 2023. V rámci okruhu ITF získala devět titulů ve dvouhře a jedenáct ve čtyřhře. V grandslamové dvouhře se jejím maximem stalo druhé kolo, poprvé na newyorském US Open 2017, kde ji porazila Češka Lucie Šafářová.
Na žebříčku WTA byla ve dvouhře nejvýše klasifikována v lednu 2016 na 56. místě a ve čtyřhře pak v červenci 2017 na 43. místě.
V japonském týmu Billie Jean King Cupu debutovala v roce 2016 huahinským základním blokem 1. skupiny asijsko-oceánské zóny proti Uzbekistánu, v němž prohrála dvouhru s Niginou Abduraimovovou. Japonky odešly poraženy 1:2 na zápasy. Do listopadu 2024 v soutěži nastoupila k deseti mezistátním utkáním s bilancí 9–6 ve dvouhře a 0–0 ve čtyřhře.
Japonsko reprezentovala na Letních olympijských hrách 2016 v Riu de Janeiru. Ve druhém kole ženské dvouhry nestačila na třetí nasazenou Španělku Garbiñe Muguruzaovou. Zúčastnila se také odložených Her XXXII. olympiády v Tokiu, kde v úvodním kole dvouhry podlehla Srbce Nině Stojanovićové.

## Finále na okruhu WTA Tour
| Legenda                                        |
| ---------------------------------------------- |
| D – dvouhra; Č – čtyřhra                       |
| Grand Slam (0–0)                               |
| Turnaj mistryň (0–0)                           |
| Premier Mandatory & Premier 5 / WTA 1000 (0–0) |
| Premier / WTA 500 (0–0)                        |
| International / WTA 250 (3–3 D, 3–4 Č)         |

| Finále dle povrchu   |
| -------------------- |
| tvrdý (3–3 D, 3–3 Č) |
| antuka (0–1 Č)       |
| tráva (0–0)          |
| koberec (0–0)        |

### Dvouhra: 6 (3–3)
| Stav       | č. | datum             | turnaj                 | povrch | soupeřka ve finále | výsledek      |
| ---------- | -- | ----------------- | ---------------------- | ------ | ------------------ | ------------- |
| Vítězka    | 1. | 3. října 2015     | Taškent, Uzbekistán    | tvrdý  | Donna Vekićová     | 6–2, 6–2      |
| Finalistka | 1. | 1. října 2016     | Taškent, Uzbekistán    | tvrdý  | Kristýna Plíšková  | 3–6, 6–2, 3–6 |
| Finalistka | 2. | 5. března 2017    | Kuala Lumpur, Malajsie | tvrdý  | Ashleigh Bartyová  | 3–6, 2–6      |
| Finalistka | 3. | 30. července 2017 | Nan-čchang, Čína       | tvrdý  | Pcheng Šuaj        | 3–6, 2–6      |
| Vítězka    | 2. | 15. září 2019     | Hirošima, Japonsko     | tvrdý  | Misaki Doiová      | 6–3, 6–2      |
| Vítězka    | 3. | 7. srpna 2023     | Praha, Česko           | tvrdý  | Linda Nosková      | 6–4, 6–1      |

### Čtyřhra: 7 (3–4)
| Stav       | č. | datum          | turnaj               | povrch | spoluhráčka         | soupeřky ve finále                      | výsledek              |
| ---------- | -- | -------------- | -------------------- | ------ | ------------------- | --------------------------------------- | --------------------- |
| Vítězka    | 1. | 9. dubna 2017  | Monterrey, Mexiko    | tvrdý  | Alicja Rosolská     | Dalila Jakupovićová Nadija Kičenoková   | 6–2, 7–6 (7–4)        |
| Finalistka | 1. | 30. září 2017  | Taškent, Uzbekistán  | tvrdý  | Oxana Kalašnikovová | Tímea Babosová Andrea Hlaváčková        | 5–7, 4–6              |
| Finalistka | 2. | 4. února 2018  | Tchaj-pej, Tchaj-wan | tvrdý  | Oxana Kalašnikovová | Tuan Jing-jing Wang Ja-fan              | 6–7(4–7), 6–7(5–7)    |
| Vítězka    | 2  | 15. září 2019  | Hirošima, Japonsko   | tvrdý  | Misaki Doiová       | Christina McHaleová Valeria Savinychová | 3–6, 6–4, [10–4]      |
| Finalistka | 3. | 13. října 2019 | Tchien-ťin, Čína     | tvrdý  | Miju Katová         | Šúko Aojamová Ena Šibaharaová           | 3–6, 5–7              |
| Finalistka | 4. | 25. dubna 2021 | Istanbul, Turecko    | antuka | Makoto Ninomijová   | Veronika Kuděrmetovová Elise Mertensová | 1–6, 1–6              |
| Vítězka    | 3. | 7. srpna 2023  | Praha, Česko         | tvrdý  | Oxana Kalašnikovová | Quinn Gleasonová Elixane Lechemiová     | 6–7(7–9), 7–5, [10–3] |

## Finále série WTA 125
| Legenda                  |
| ------------------------ |
| D – dvouhra; Č – čtyřhra |
| WTA 125 (0–1 Č)          |

### Čtyřhra: 1 (0–1)
| Stav       | č. | datum       | turnaj               | povrch | spoluhráčka         | soupeřky ve finále                      | výsledek         |
| ---------- | -- | ----------- | -------------------- | ------ | ------------------- | --------------------------------------- | ---------------- |
| Finalistka | 1. | červen 2024 | Makarska, Chorvatsko | antuka | Oxana Kalašnikovová | Iryna Šymanovičová Sabrina Santamariová | 4–6, 6–3, [6–10] |

## Finále na okruhu ITF
| Dotace turnajů okruhu ITF | Dotace turnajů okruhu ITF |
| ------------------------- | ------------------------- |
| 100 000 $ tournaments     | 80 000 $ tournaments      |
| 75 000 $ tournaments      | 60 000 $ tournaments      |
| 50 000 $ tournaments      | 25 000 $ tournaments      |
| 15 000 $ tournaments      | 10 000 $ tournaments      |

### Dvouhra: 14 (9–5)
| Stav       | č. | datum              | turnaj                   | povrch      | soupeřka ve finále   | výsledek           |
| ---------- | -- | ------------------ | ------------------------ | ----------- | -------------------- | ------------------ |
| Vítězka    | 1. | 11. června 2012    | Tokio, Japonsko          | tvrdý       | Mari Tanaková        | 6–0, 6–2           |
| Vítězka    | 2. | 24. června 2012    | Mie, Japonsko            | tráva       | Jurina Košinová      | 6–2, 0–6, 6–3      |
| Vítězka    | 3. | 15. září 2012      | Kjóto, Japonsko          | koberec (h) | Juuki Tanaková       | 6–4, 2–6, 6–2      |
| Vítězka    | 4. | 1. září 2013       | Cukuba, Japonsko         | tvrdý       | Erika Semaová        | 6–4, 7–6(7–2)      |
| Finalistka | 1. | 15. června 2014    | Fergana, Uzbekistán      | tvrdý       | Nigina Abdurajmovová | 3–6, 4–6           |
| Finalistka | 2. | 10. května 2015    | Fukuoka, Japonsko        | tráva       | Kristýna Plíšková    | 5–7, 4–6           |
| Vítězka    | 5. | 17. května 2015    | Kurume, Japonsko         | tráva       | Eri Hozumiová        | 6–3, 6–1           |
| Vítězka    | 6. | 19. července 2015  | Stockton, Spojené státy  | tvrdý       | An-Sophie Mestachová | 6–1, 7–6(8–6)      |
| Vítězka    | 7. | 2. srpna 2015      | Lexington, Spojené státy | tvrdý       | Samantha Crawfordová | 6–2, 6–1           |
| Finalistka | 3. | 21. listopadu 2015 | Tokio, Japonsko          | tvrdý       | Čang Šuaj            | 4–6, 1–6           |
| Finalistka | 4. | říjen 2017         | Liu-čou, Čína            | tvrdý       | Wang Ja-fan          | 6–3, 4–6, 3–3skreč |
| Vítězka    | 8. | červenec 2018      | Honolulu, Spojené státy  | tvrdý       | Jessica Pegulaová    | 6–0, 6–2           |
| Finalistka | 5. | červen 2022        | Chiang Rai, Thajsko      | tvrdý       | Kao Sin-jü           | 1–6, 6–1, 3–6      |
| Vítězka    | 9. | duben 2023         | Kašiwa, Japonsko         | tvrdý       | Čang Su-džong        | 6–4, 6–3           |

### Čtyřhra: 17 (11–6)
| Stav       | č.  | datum             | turnaj                         | povrch      | spoluhráčka              | soupeřky ve finále                           | výsledek          |
| ---------- | --- | ----------------- | ------------------------------ | ----------- | ------------------------ | -------------------------------------------- | ----------------- |
| Vítězka    | 1.  | 15. září 2012     | Kjóto, Japonsko                | koberec (h) | Emi Mutagučiová          | Miju Katová Misaki Moriová                   | 6–4, 6–3          |
| Finalistka | 1.  | 5. května 2013    | Gifu, Japonsko                 | tvrdý       | Riko Sawajanagiová       | Luksika Kumkhumová Erika Semaová             | 4–6, 3–6          |
| Vítězka    | 2.  | 20. května 2013   | Kojang, Jižní Korea            | tvrdý       | Akiko Omaeová            | Joo Miová Han Na-lae                         | 6–4, 6–4          |
| Finalistka | 2.  | 15. června 2014   | Fergana, Uzbekistán            | tvrdý       | Prarthana Thombareová    | Hiroko Kuwata Mari Tanaka                    | 1–6, 4–6          |
| Vítězka    | 3.  | 4. dubna 2015     | Bangkok, Thajsko               | tvrdý       | Miju Katová              | Mijabi Inoueová Akiko Omaeová                | 6–4, 6–2          |
| Finalistka | 3.  | 11. dubna 2015    | Ahmadábád, Indie               | tvrdý       | Prarthana Thombareová    | Peangtarn Plipuečová Nungnadda Wannasuková   | 3–6, 6–2, [10–12] |
| Finalistka | 4.  | 26. července 2015 | Sacramento, Spojené státy      | tvrdý       | Emily Webleyová-Smithová | Ashley Weinholdová Caitlin Whoriskeyová      | 4–6, 6–3, [12–14] |
| Vítězka    | 4.  | 2. srpna 2015     | Lexington, Spojené státy       | tvrdý       | Emily Webleyová-Smithová | Niča Lertpitaksinčajová Peangtarn Plipuečová | 6–2, 6–2          |
| Vítězka    | 5.  | říjen 2016        | Poitiers, Francie              | tvrdý (h)   | Alicja Rosolská          | Alexandra Cadanțuová Nicola Geuerová         | 6–0, 6–0          |
| Finalistka | 5.  | březen 2018       | Ču-chaj, Čína                  | tvrdý       | Danka Kovinićová         | Anna Blinkovová Lesley Kerkhoveová           | 5–7, 4–6          |
| Vítězka    | 6.  | říjen 2018        | Su-čou, Čína                   | tvrdý       | Misaki Doiová            | Luksika Kumkhumová Peangtarn Plipuečová      | 6–2, 6–3          |
| Vítězka    | 7.  | srpen 2019        | Vancouver, Kanada              | tvrdý       | Miju Katová              | Naomi Broadyová Erin Routliffeová            | 6–2, 6–2          |
| Vítězka    | 8.  | listopad 2019     | Šen-čn, Čína                   | tvrdý       | Makoto Ninomijová        | Sofja Šapatavová Emily Webleyová-Smithová    | 6–4, 6–0          |
| Vítězka    | 9.  | květen 2022       | Bonita Springs, Spojené státy  | antuka      | Tímea Babosová           | Olga Govorcovová Katarzyna Kawaová           | 6–4, 3–6, [10–7]  |
| Vítězka    | 10. | říjen 2022        | Templeton, Spojené státy       | tvrdý       | Sabrina Santamariová     | Sophie Changová Katarzyna Kawaová            | 6–4, 7–6(4)       |
| Finalistka | 6.  | duben 2023        | Charlottesville, Spojené státy | tvrdý       | Fanny Stollárová         | Sophie Changová Jüan Jüe                     | 3–6, 3–6          |
| Vítězka    | 11. | červen 2023       | Ilkley, Spojené království     | tráva       | Natalija Stevanovićová   | Maja Chwalińská Jesika Malečková             | 7–6(10), 7–6(5)   |

## Postavení na konečném žebříčku WTA

### Dvouhra
| Rok    | 2012 | 2013   | 2014   | 2015  |
| Pořadí | 578. | ▲ 291. | ▲ 207. | ▲ 78. |

### Čtyřhra
| Rok    | 2012  | 2013   | 2014   | 2015   |
| Pořadí | 1068. | ▲ 327. | ▲ 318. | ▲ 167. |